# 阿德尔贝格
阿德尔贝格是德国巴登-符腾堡州的一个市镇。总面积9.49平方公里，总人口1981人，其中男性989人，女性992人（2011年12月31日），人口密度209人/平方公里。